# Jappie van Dijk

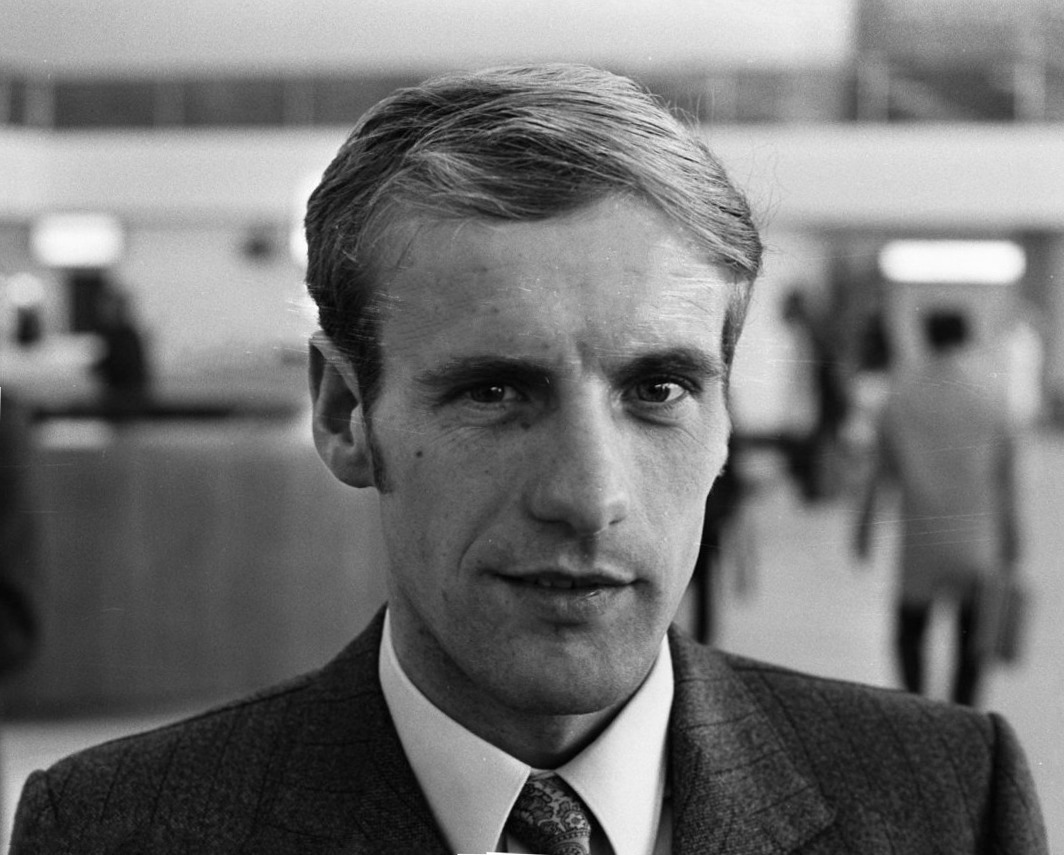
Jappie van Dijk in 1970

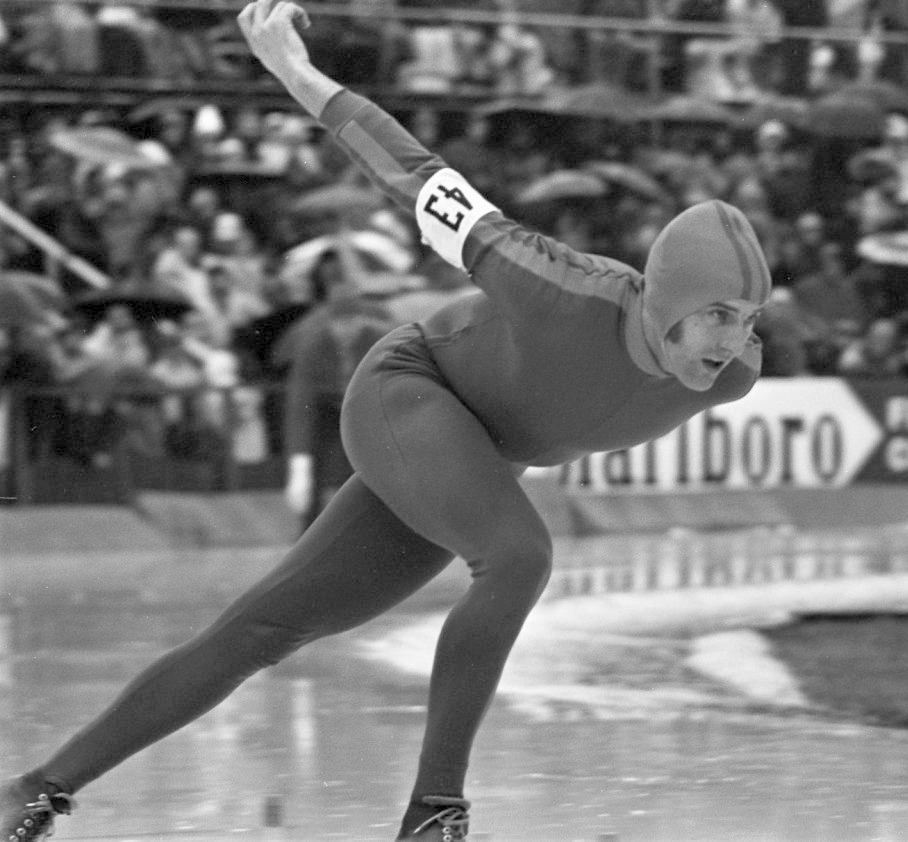
Jappie van Dijk in 1973

Jacob (Jappie) van Dijk (Sneek, 29 september 1944) is een voormalig Nederlandse schaatser. Hij veroverde de Nederlandse titel op de NK allround toernooien van 1973. Van Dijk vertegenwoordigde Nederland op de Olympische Winterspelen van 1972
Van Dijk heeft zich voor de Olympische Winterspelen in 1972 gekwalificeerd als 1e reserve voor de 5000 meter. Stayer van Dijk kreeg niet de kans om de 5000 meter te rijden. Omdat er een startplaats vrij was op de 500 meter heeft hij hier aan deelgenomen. Hij werd 32e. In 1974 maakt Van Dijk de overstap naar het profcircuit omdat hij het nieuwe contract van de KNSB niet acceptabel vond, waarna hij vierde werd tijdens het Europese Kampioenschap allround 1974 voor de profs in Noorwegen.
Van Dijk is de vader van de jazzsaxofoniste Marike van Dijk.

## Resultaten
| Jaar | NK Allround | EK Allround | WK Allround | Olympische Spelen |
| ---- | ----------- | ----------- | ----------- | ----------------- |
| 1968 | 14e         |             |             |                   |
| 1969 | 9e          |             |             |                   |
| 1970 | Brons       |             | 16e         |                   |
| 1971 | 7e          |             |             |                   |
| 1972 | 5e          | 12e         | 14e         | 32e 500m          |
| 1973 | Goud        | 6e          | 6e          |                   |
| 1976 | 7e          |             |             |                   |

## Persoonlijke records
| Afstand      | Tijd     | Datum            | Baan     |
| ------------ | -------- | ---------------- | -------- |
| 500 meter    | 41,00    | 4 maart 1972     | Inzell   |
| 1000 meter   | 1.24,85  | 19 november 1972 | Inzell   |
| 1500 meter   | 2.02,50  | 15 januari 1972  | Davos    |
| 3000 meter   | 4.17,00  | 19 januari 1973  | Davos    |
| 5000 meter   | 7.16,90  | 4 maart 1972     | Inzell   |
| 10.000 meter | 15.32,12 | 27 januari 1973  | Grenoble |